# Fecal Matter
Fecal Matter (МФА: [fiːkəl 'mætər], укр. Екскременти) — американський панк-рок гурт з Абердину, штат Вашингтон, створений в 1985 році Куртом Кобейном, який пізніше став відомий як вокаліст та гітарист грандж-гурту Nirvana. Перший гурт, заснований Кобейном.

## Історія гурту
Гурт був заснований в 1985 році Куртом Кобейном, Дейлом Кровером та Грегом Хокансоном. Протягом декількох місяців колектив репетирував власні пісні і кавер-версії. В грудні того ж року Хокансон покинув гурт, і, незабаром після цього, Кобейн та Кровер вирушивли до будиноку тітки Кобейна — Мері Ерл. За два дні, на 4-х доріжковий магнітофон «ТЕАС», двоє записали демоальбом названий Illiteracy Will Prevail. Кобейн заспівав та зіграв на електрогітарі, а Кровер на бас-гітарі та ударних. У січні 1986 року до гурту приєднався Базз Осборн на бас-гітарі, і Майкл Діллард, що замінив Кровера на ударних. Через кілька репетицій гурт розпався через те, що Кобейн розчарувався в Осборні, оскільки порахував, що він не достатньо серйозно ставиться до гурту, після того, як відмовився купувати підсилювач для бас-гітари.